# Goh Kun
Dans ce nom coréen, le nom de famille, Goh, précède le nom personnel.
Pour les articles homonymes, voir Goh.
Goh Kun (en hangeul : 고건) est un homme d'État sud-coréen né le 2 janvier 1938 à Séoul. Il fait ses études à l'Université nationale de Séoul.

## Biographie

### Carrière politique
Goh Kun a été Premier ministre à deux reprises et président par intérim lors de la crise politique de 2004.
Goh est nommé maire de Séoul en 1988 et reste en place pendant deux ans. Il est premier ministre de Kim Young-sam de 1997 jusqu'à la défaite de Kim et son remplacement par Kim Dae-jung. En 1999, Goh est élu maire de Séoul et le 27 février 2003, le nouveau président Roh Moo-hyun le nomme Premier ministre.
Entre le 12 mars et le 14 mai 2004, Goh remplace le président Roh Moo-hyun lors de sa destitution et ce jusqu'à la restauration de l'ordre constitutionnel par la Cour constitutionnelle le 14 mai. Goh redevient alors Premier ministre. Mais le 24 mai, il présente sa démission après avoir refusé un remaniement ministériel demandé par le président Roh.